# John Mauceri

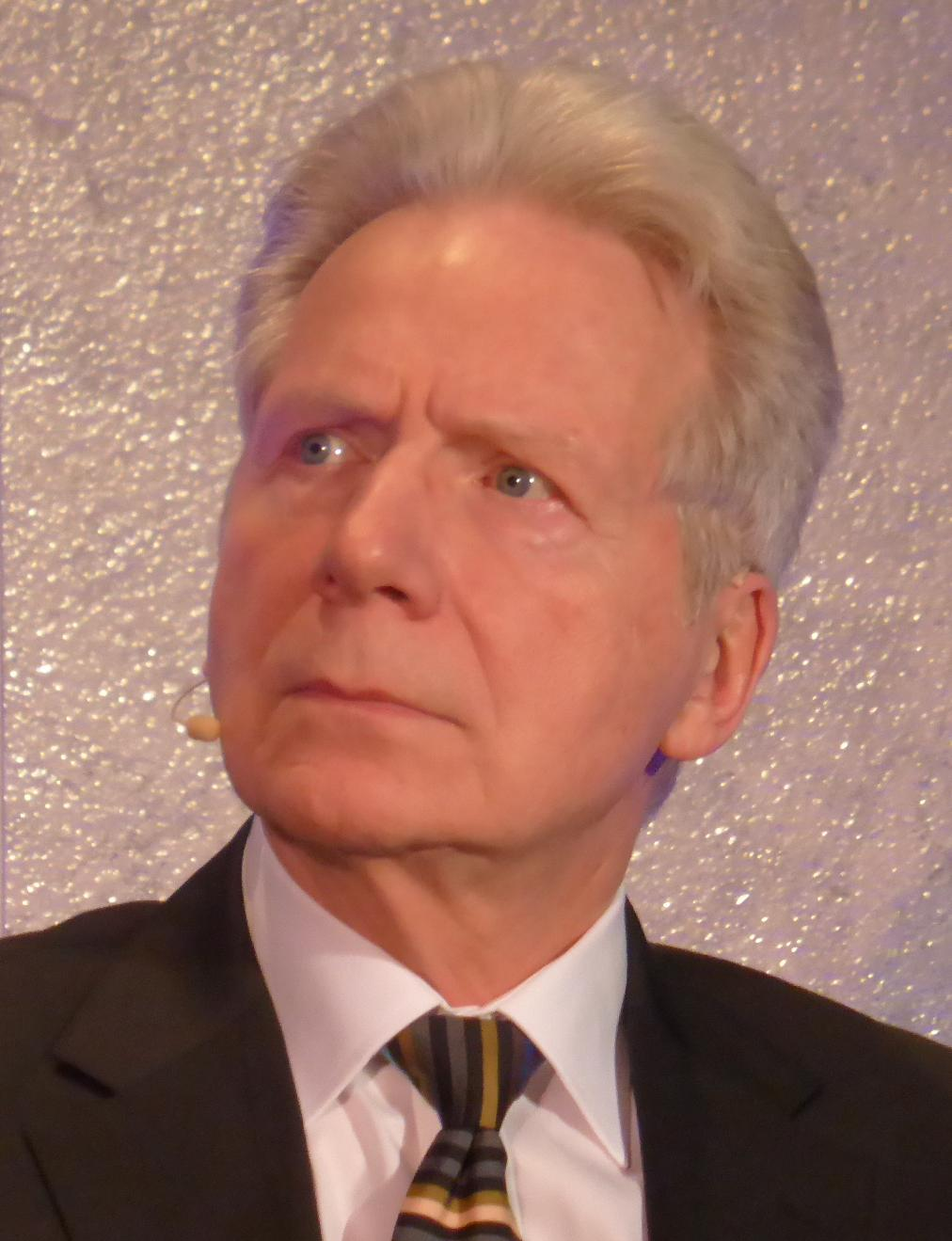
John Mauceri (2016)

John Francis Mauceri (* 12. September 1945 in New York City) ist ein US-amerikanischer Dirigent, Pädagoge, Produzent und Drehbuchschreiber. In seiner Dirigentenkarriere war er als Gastdirigent, Produzent und musikalischer Berater von Tony- und Olivier-Award-Gewinnern von Broadwaymusicals bei deren Premieren an den Opernhäusern bei fast allen großen Orchestern der Welt tätig. Während seiner von Vielseitigkeit geprägten Karriere leitete und dirigierte er gewichtige Werke so verschiedener Komponisten wie Debussy, Stockhausen, Korngold, Hindemith, Bernstein, Sibelius, Ives, Elfman und Shore. Ein besonderes Augenmerk widmete er der sogenannten Entarteten Musik von in Hollywood lebenden Emigranten des Dritten Reichs.

## Studienzeit und frühe Karriere
Mauceri studierte Musiktheorie und Komposition an der Yale University, erhielt seinen Bachelor of Arts 1967 und den Master of Philosophy in Musiktheorie 1972. Zu seinen Lehrern gehörten William G. Waite, Claude Palisca, Beekman Cannon, Leon Plantinga und Robert Bailey in Musikwissenschaft; Mel Powell, Donald Martino, Alan Forte und Peter Sculthorpe in Theorie und Komposition; Donald Currier in Piano; und Gustav Meier in Dirigat. Dazu belegte er Vorlesungen der Architektur des 20.. Jahrhunderts bei Vincent Scully, französische Literatur bei Henri Peyre, Religion bei Jaroslav Pelikan und Stephan Kuttner und Psychologie.
Im letzten Jahr seiner Studienzeit am 4. Dezember 1966 gab er sein Debüt als Gastdirigent mit dem Yale Symphony Orchestra am Branford College bei der Inszenierung von Brechts Lustspiel Mann ist Mann und produzierte und dirigierte am 11. März 1967 Benjamin Brittens Kirchenparabel Curlew River in der Sankt Thomas More Chapel der Yale University, die er am 13. und 14. Mai 1967 in der katholischen Kapelle der Vereinten Nationen auch zur Aufführung brachte. Er graduierte cum laude, gewann den Wrexham Prize „für höchste musikalischen Leistungen“, den Francis Vernan Prize für Komposition und den Branford Arts Prize für seine künstlerischen Verdienste.
Ausgestattet mit der Lehrberechtigung für die Fakultät der Musiktheorie übernahm Mauceri ab 1968 als Musikdirektor die Verantwortung für das Yale Symphony Orchestra, das er bis 1974 leitete und war gleichzeitig Gastdirigent an der Yales Opera School und danach, ab 1974 bis 1983 Musikdirektor. Durch Mauceri entwickelte sich das Yale Symphony Orchestra zu einem der meistbeachteten Studentenorchester der Welt. Tourneen durch Europa führten ihn an das Théâtre des Champs-Élysées, wo er Charles Ives 4. Sinfonie uraufführte, Claude Debussys Ballettaufführung Khamma und Alexander Nikolajewitsch Skrjabins Prométhée. Le Poème du feu. In Wien produzierte und dirigierte er mit dem YSO im Wiener Konzerthaus mit dem Wiener Singverein Leonard Bernsteins Musiktheaterstück Mass, das vom PBS, der BBC und dem ORF weltweit übertragen wurde. Auf sein Konto gehen auch die Weltpremieren von Ives Three Places in New England in der Originalversion mit großem Orchester sowie, ebenfalls von Ives, das Orchestral Set No. 2. In der Zeit unter Mauceri feierte das YSO große Erfolge mit dem entsprechenden großen Publikumsandrang. Dazu zählten insbesondere die amerikanischen Premieren des von Debussy 1913 komponierten Balletts Khamma sowie die Originalfassung der Begleitmusik zu dem 1926 aufgeführten Stummfilm des Rosenkavaliers von Richard Strauss. Eine weitere Weltpremiere war Karlheinz Stockhausens Bühnenstück Hymnen mit 1000 Darstellern und Statisten auf dem Yale’s Cross Campus, die amerikanische Premiere Hindemiths Liederzyklus Das Marienleben und seltene Darbietungen wie zum Beispiel Skrjabins Prometheus: The Poem of Fire, das er mit der Hilfe der Lasertechnik publikumswirksam in Szene setzte, dazu John Cages Atlas Eclipticalis, Wagners Das Rheingold, Schoenbergs Gurre-Lieder, Messiaens Réveil des oiseaux und Strawinskys Ballettinszenierung Agon.
Seine professionelle Karriere startete Mauceri 1973 mit seinem Orchesterdebüt bei der Los Angeles Philharmonic und seinem Operndebüt, als er Menottis The Saint of Bleecker Street auf dem Wolf Trap Festival dirigierte.

## Arbeitsbereiche
Mauceri widmete sich mit den Broadway-Musicals und der Filmmusik Hollywoods intensiv den zwei typischen amerikanischen Musikrichtungen. Er redigierte, restaurierte und dirigierte eine große Anzahl älterer Produktionen. Darunter das 1942 uraufgeführte Musical Oklahoma! von Rodgers und Hammerstein, sowie Gershwins Porgy and Bess, Girl Crazy und Strike Up the Band, Bernsteins Candide und A Quiet Place und die Soundtracks von Miklós Rózsa, Franz Waxman, Erich Wolfgang Korngold, Max Steiner, Elmer Bernstein, Jerry Goldsmith, Danny Elfman und Howard Shore. Er ist einer von zwei Dirigenten, die den Decca Records Award für seine ersten historischen Tonaufnahmen der von den Nazis verbotenen Entarteten Musik gewann, Darüber hinaus gilt sein besonderes Interesse den Werken der europäischen, sogenannten degenerierten Komponisten, die als Flüchtlinge in den 1930er Jahren insbesondere nach Hollywood emigrierten. Dazu dirigierte er bemerkenswerte Premieren von Kompositionen Verdis, Debussys, Hindemiths, Ives’, Stockhausens und Weills.

### Musicalinszenierungen

#### Bernstein
Am 10. März 1974 gab Mauceri sein Musicaldebüt als Musikdirektor der Hal Prince Produktion von Leonard Bernsteins Candide, das an der Brooklyn Academy of Music zunächst nur einen geringen Zuspruch gefunden hatte, in der Version Mauceris aber einen großen Erfolg feierte und mit einem Special Tony Award für seine Verdienste für das amerikanische Musical-Theater gewürdigt wurde. Später entwickelte er eine Opern-Version des Stückes mit größerem Orchester und einem Text Hugh Wheelers, das 1982 in der New York City Opera Premiere hatte. 1986 gewann er dafür einen Grammy als beste Opern Tonaufnahme. Die dritte Version des Stückes produzierte er 1988 als Musikdirektor der Scottish Opera, das aus einer Adaption eines Textes Voltaires von John Wells entwickelt und von Jonathan Miller als Regisseur in Szene gesetzt wurde. Mauceri war in der Lage alle Versionen die Bernstein zwischen 1956 und 1971 für Candide komponiert und umgeschrieben hatte zur Darbietung zu bringen. Diese letzte Version Candides hatte Premiere am Theatre Royal in Glasgow in Anwesenheit Bernstein und von der BBC im Fernsehen direkt übertragen. Nachdem es noch 1988 am Sadler’s Wells Theatre in London zur Aufführung gekommen war, gewann es den Olivier Award als "Musical of the Year." Bernstein dirigierte in London Mauceris dritte Version von Candide für eine Tonaufnahme selbst und gewann dafür 1990 posthum einen Grammy für das beste klassische Album des Jahres.

#### Gershwin
Mauceri spielte eine herausragende Rolle bei der Wiederentdeckung fast vergessener amerikanischer Musicals und deren Aufnahmen auf Tonträger wie zum Beispiel Gershwins 1930 uraufgeführtes Musical Girl Crazy, mit dem er 1990 den Edison Klassiek Award gewann und die beiden Versionen von 1927 und 1930, ebenfalls von Gershwin, Strike Up the Band, 1991 auf CD gespielt. On Your Toes als eines der wichtigsten Musicals von Richard Rodgers und Lorenz Hart aus 1936, das er 1983 inszenierte, gewann Mauceri als Vertreter des John F. Kennedy Center for the Performing Arts den 96-jährigen Filmproduzenten, Regisseur und Drehbuchautor George Abbott, den Choreografen George Balanchine und mit Hans Spialek das letzte Mitglied des Orchesters, das On Your Toes uraufführte zur Mitarbeit um eine möglichst detailgetreue Inszenierung der Uraufführung zu gewährleisten. Mit 505 Aufführungen am Broadway war es das erste Musical, das über eine Zeitspanne von mehr als einer Generation mit denselben musikalischen Elementen und demselben Arrangement von 1930 zur Vorstellung gekommen ist. Das Musical war für fünf Tony Awards nominiert und gewann zwei als beste Wiederaufnahme und Natalja Romanowna Makarowa als beste Hauptdarstellerin. Dazu gewann Mauceris On Your Toes vier Drama Desk Awards für ein außergewöhnliches Revival, außergewöhnliche Leistung der Hauptdarstellerin, außergewöhnliche Leistung des Dirigenten und außergewöhnliche Leistung des Orchesters. Das Musical, von Mauceri dirigiert, war die erste voll digitalisierte Tonaufnahme eines Broadwaystücks. Das Resultat des Erfolgs, das Mauceri mit der Restauration mit On Your Toes hatte, fand viele Nachahmer, die ebenfalls alte Bühnenstücke überarbeiteten und zur Aufführung brachten aber niemand erreichte damit dieselbe Publikumswirksamkeit.

#### Webber
Im Winter 1984 besuchte Andrew Lloyd Webber eine Aufführung von La Bohème im Royal Opera House im Covent Garden an dem Mauceri dirigierte, woraufhin Webber Mauceri anbot als musikalischer Berater die Produktion des neuen Broadwaymusicals Webbers Song and Dance zu überwachen, das am 18. September 1985 Premiere hatte und für acht Tony Awards nominiert wurde aber nur einen gewonnen hatte, den Bernadette Peters erhielt.
Im Oktober 1995, nach einer desaströsen Interpretation des Soundtracks für den Film Evita holte Webber Mauceri und kommentierte das mit den Worten, dass Mauceri mit den besten Londoner Orchestermitgliedern die Sache in Ordnung bringen würde und dieser schwarze Montag dann schnell vergessen wäre. Zur Dankbarkeit für die Mitarbeit bei der Vertonung des Films wurde Mauceri nicht mal im Abspann erwähnt, noch wurde er auf irgendeine Art und Weise an den finanziellen Einspielungen beteiligt.

#### Weill
Mauceri sah sich in der Verantwortung Kurt Weills Musikwerke, die im Allgemeinen ungeordnet als deutsche Editionen vorlagen für die amerikanischen Bedürfnisse zu überarbeiten. 1978 dirigierte er das 1947 von Weill komponierte Musiktheaterstück Street Scene an der New York City Opera so erfolgreich, dass es in der nachfolgenden Saison vom Public Broadcasting Service (PBS) aus dem Lincoln Center live übertragen wurde.
Mit der Aufführung Weills, Lady in the Dark auf dem Edinburgh Festival 1988 und der folgenden ersten professionellen Produktion von Street Scene im Vereinigten Königreich, argumentierte Mauceri, dass es keine Unterschiede bei den Inszenierungen der Werke Kurt Weills in den amerikanischen und deutschen Versionen gäbe. Seine Tonaufnahme von Street Scene 1991 für Decca war das erste komplette Album eines amerikanischen Theaterstücks Kurt Weills. Länderpremieren feierte Mauceri mit Street Scene in Portugal an der Lissaboner Oper und in Italien am Teatro Regio di Torino in Turin. Mit Mauceri kamen auch Weills fast vergessene Kompositionen in Deutschland wieder zu neuen Ehren. 1989 bespielte Mauceri zwei Alben mit Weills satirischen Ballett mit Gesang Die sieben Todsünden, dem Singspiel Mahagonny und die erste deutsche Aufnahme seit vierzig Jahren der Dreigroschenoper in Zusammenarbeit mit Ute Lemper und mit Texten in Deutsch, Französisch und Englisch.
2000 bearbeitete Mauceri als Koproduktion mit dem Musikwissenschaftler Ed Harsh, der New Israeli Opera, der Chemnitzer Oper und der Brooklyn Academy of Music Kurt Weill’s 1933 komponiertes Oratorium Der Weg der Verheißung, das in Europa mit dem kompletten vierten Akt noch nie zur Aufführung gekommen ist und das auch in der deutschen Sprache in der Übersetzung des in die USA emigrierten Franz Werfel auf die deutsche Bühnen gekommen ist. Mauceri dirigierte 2001 auch mit Der Protagonist eines von Weills frühen Werken mit den Berliner Philharmonikern, das im Radio live übertragen wurde.

### Operninszenierungen
Nach seinem Debüt 1973 als Operndirigent auf dem Wolf Trap Festival vervollständigte Mauceri sein Repertoire als Gastdirigent unter anderem an der Metropolitan Opera (Met) in New York City, der La Scala in Mailand, dem Royal Opera House in London, der Deutschen Oper Berlin und vielen anderen Orchestern rund um die Welt. An der San Francisco Opera dirigierte er 1976 die Premiere Andrew Imbries "Angle of Repose". An der Washington Opera und der Scala in Mailand hatte Mauceri 1984 das Privileg die amerikanische und europäische Premiere von Leonard Bernsteins "A Quiet Place" zu dirigieren. Die Zusammenarbeit und Partnerschaft mit Bernstein dauerte schon seit 1972, als Bernstein Mauceri als sein Assistent für eine neue Produktion Carmens an der Met eingeladen hatte und dauerte 18 Jahre bis zum Ableben Bernsteins 1990. Während dieser Zeit editierte, beaufsichtigte und dirigierte Mauceri weltweit eine Vielzahl von Kompositionen Bernsteins inklusive mehrere Premieren auf dessen Bitten.
Neben seinen Auftritten als Gastdirigent an den größten Opernhäusern der Welt war er Musikdirektor der Washington National Opera am Kennedy Center sowie an der Pittsburgh Opera. In Europa wirkte er ab 1986 an der Scottish Opera, wo er für 22 Produktionen und drei Tonaufzeichnungen verantwortlich zeichnete. Ab 1989 war er am Teatro Regio in Turin drei Jahre in derselben Position tätig. Mauceri war der erste amerikanische Dirigent, der gleichzeitig über zwei Verträge an zwei verschiedenen Opernhäusern in Eur5opa als Musikdirektor verfügte.
Durch seine intensive Forschungen auf dem Gebiet der Opern des 19. Jahrhunderts errang Mauceri ein hohes Ansehen als Musikwissenschaftler der Theorie und Praxis. So konnte er beweisen, dass bei den Opern Giuseppe Verdis das Metronom eine strukturelle Rolle spielte.
Er hielt Vorträge und schrieb viele Artikel in verschiedenen Publikationen, insbesondere zur Notwendigkeit einer genauen Kenntnis der Musiktheorie um neue Kompositionen harmonisch zu instrumentalisieren.

### Hollywood Bowl
Nach vierzig Jahren des künstlerischen Stillstands des Hollywood Bowl Orchestras wurde es 1991 durch die Los Angeles Philharmonic Association umstrukturiert und Mauceri als Chefdirigent bestellt. Während seiner sechzehnjährigen Amtsdauer tourte Mauceri mit dem Orchester vier Mal durch Japan und gab im November 1996 zwei öffentliche Konzerte in Rio de Janeiro und São Paulo. Es war das erste Mal, dass ein US-amerikanisches Orchester nach Brasilien eingeladen worden ist und das speziell zur Darbietung amerikanischer Filmmusik. Mauceri brach alle Rekorde auf der Bowl mit mehr als 300 Konzerten in dem 18.000 Sitzplätze fassenden Amphitheater mit total vier Millionen Besuchern während seiner Tätigkeit als Chefdirigent bis 2009. Neben vielen anderen Ehrungen erhielt Mauceri 2007 neben Plácido Domingo einen Platz in der Hollywood Bowl Hall of Fame, einen Young Musicians Foundation Award und mit dem John Mauceri Day vom Bundesstaat Kalifornien einen eigenen Tag verliehen.

### Lehrtätigkeit
Erskine Bowles, Präsident der University of North Carolina (UNC) bot Mauceri die Stellung des Kanzlers an der North Carolina School of the Arts (UNCSA) an, das Mauceri akzeptierte und am 2. Mai 2006 angetreten hatte. Während seiner siebenjährigen Kanzlerschaft an diesem Institut kämpfte er zunächst dafür die Schule in eine Universität umzuwandeln, um sie von der wachsenden Anzahl neu gegründeter Kunsthochschulen zu unterscheiden und sie in eine normale Partnerschaft mit den anderen Universitäten des UNC-Systems zu integrieren. Mauceri implementierte einen Zwei-Semester-Kalender und ein volles Sommer-Semester. Unter seiner Führung errang seine Fakultät innerhalb des UNC-Chapel Hill-Systems den zweiten Rang.
Mauceri steigerte die Drittmittel-Zuwendungen für die UNCSA um 60 Prozent, fand finanzielle Unterstützung in Höhe von Millionen Dollar bei privaten Stiftungen und der Regierung des Bundesstaates North Carolina während einer ökonomischen Rezession und die Existenz seiner Fakultät auf dem Spiel stand. Nach dem Ausscheiden Mauceris hatte die UNCSA Zuwendungen in Höhe von 55 Millionen Dollar angesammelt, mit denen neue Projekte wie eine neue Bibliothek und der Bau eines Gebäudes, in dem die Kunst des Zeichentrickfilms gelehrt wird.
Während der Kanzlerschaft Mauceris wurde die UNCSA zum ersten Mal in der Geschichte ihres Bestehens im Schul-Ranking Kiplingers unter den besten hundert staatlichen Schulen aufgeführt. Mauceri sammelte Geld zur Unterstützung einer Fernsehserie, in der die Studenten ihre eigene Produktionen, wie zum Beispiel Der Nussknacker, eine komplette Restauration des Originals von 1943 von Rodgers & Hammersteins Produktion Oklahoma (Gewinner eines nationalen Fernsehpreises) und die amerikanische TV-Premiere von Korngolds Bühnenstück Viel Lärm um nichts von Shakespeare (das 2013 einen regionalen Emmy für das beste TV Kunstprogramm gewann), vorstellen konnten Mauceri leitete seine Studenten an zur Gestaltung, zum assistieren und zur Beobachtung von Produktionen der Hollywood Bowl, dem Wiener Konzerthaus, des Dänischen Radiosinfonieorchesters, dem National Symphony Orchestra am Kennedy Center, der Oper Bilbaos in Spanien, dem Aspen Music Festival, der Feier zum 50. Jahrestag der Grammy Award Vergabe, dem Ravinia Festival, der Washington National Opera, sowie die Feierlichkeiten zur Neueröffnung des North Carolina Museum of Art und 2013 die Zeremonie anlässlich des 100. Festivals in der Chapel Hills Memorial Hall.
Aber Mauceri lehrte schon vor der Zeit an der UNCSA, 15 Jahre lang an seiner eigenen Alma Mater, der Yale University, an der er in den Fächern Orchestrierung und Dirigat Vorlesungen gab. Dazu gab er Gastvorlesungen in den Fächern Deutsch und Italienisch und mit der Yale Symphony entwickelte er Konzepte zu den Themengebieten seiner eigenen Studien der Informationstheorie, Sprachwissenschaft und Psychoakustik. Mauceri verließ 1982 Yale als Außerplanmäßiger Professor und bekam 1985 den ersten von der Yale University verliehenen Arts Alumni Award für seine hervorragenden Leistungen. 2001, noch während seiner Kanzlerschaft an der UNCSA, kehrte er nach Yale zurück und gab Vorlesungen zur ästhetischen Geschichte und Effekten des Zweiten Weltkriegs zu den zeitgemäßen Einflüssen auf die klassische Musik. Dazu dirigierte er die Yale Symphony und die Yale Philharmonia anlässlich der Gründungsfeier zum 300. Jahrestag des Yale Colleges am 19. April 2001.

## Medien und Preise
Mauceri ist auf der Welt einer der erfahrensten Dirigenten bei der Umsetzung von Konzerten, Musicals und Opern auf Tonträger. Auf sein Konto gehen mehr als 75 Audio-CDs, mit denen er Grammies, Tonies, Oliviers, Drama Desks, Edison Klassieks, 3 Emmy Awards, 2 Diapasons d’or, Cannes Classique, ECHO Klassiks, Billboard und vier Deutsche Schallplattenpreise gewann.
1999 wurde Mauceri zum „Standard-bearer of the Twentieth Century“ für WQXR, Amerikas meistgehörten Radiosender für klassische Musik, gewählt, dazu von der CNN und CNN International zur „Voice of the Millennium“.
In anderen Medien hatte Mauceri 2002 einen Kurzauftritt als Claude Maginot in dem Video-Spiel Grand Theft Auto: Vice City und spielte in der zweiten Episode der TV-Serie Studio 60 on the Sunset Strip sich selbst, wo er die fiktionale „West Coast Philharmonic“ dirigierte.
Mauceri lebt in New York City mit seiner Frau Betty.

## Diskografie
- 1973 Bizet: Carmen (Chorus Director & Assist. to Leonard Bernstein) Deutsche Grammophon 2709 043 (Grammy Best Opera Recording)
- 1973 Bernstein: Candide (Original 1973 Cast Recording) Columbia S2X32923
- 1983 Rodgers & Hart: On Your Toes (1st Digital Cast Album, 1st Complete Recording) TER CDTER 1063
- 1985 Webber: Song & Dance (Songs) RCA RCD1-7162
- 1986 Bernstein: Candide (1982 New York City Opera), New World Records NW340/341-2 (Grammy Best Opera Recording)
- 1986 Richard Rodgers: Three Ballets (First complete recordings of Slaughter on 10th Avenue / Ghost Town / La Princesse Zenobia,) Polygram 422-829675-2
- 1987 Lerner & Loewe: My Fair Lady, Decca 421 200–2
- 1988 Rimsky-Korsakov: Scheherazade MCA Classics MCAD-25187
- 1988 Weill: Ute Lemper Sings Kurt Weill, Decca 425 204–2
- 1989 Weill: The Threepenny Opera, Decca 430 075-2
- 1990 Josephine Barstow: Final Scenes (World Premiere Recording of first Alfano ending to Puccini’s Turandot) Decca 430 203–2
- 1990 Weill: The Seven Deadly Sins; Mahagonny Songspiel, London Decca 430168-2 (Deutsche Schallplatten Award)
- 1990 Gershwin: Girl Crazy Nonesuch 9 79250-9 (1991 Edison Klassiek Award)
- 1991 Hollywood Dreams, Philips Classics 432 109–2
- 1991 The Gershwins in Hollywood (World Premiere Recording of New York Rhapsody, Shall We Dance Final Ballet etc.) Philips 434 274–2 (Deutsche Schallplatten Award)
- 1991 Gershwin: Strike Up the Band (1927 version), Elektra Nonesuch 79273-2
- 1991 Weill: Street Scene (1990 Studio Cast World Premiere Recording), London Decca 4333 371–2 (Deutsche Schallplatten Award)
- 1992 Blitzstein: Regina (World Premiere Recording of Original 3 Act version) Ed. Mauceri / Krasker London Decca 433812-2
- 1992 The King and I (1992 Studio Cast Recording of Film Orchestrations with Julie Andrews & Ben Kingsley) Philips 438 007-2 [93 Billboard Award: Classical Crossover Album of the Year]
- 1992 Rodgers & Hammerstein Overtures "Opening Night" (1st Complete Recording) Philips 434 127–2
- 1993 Korngold: Das Wunder der Heliane, London Decca 436 636–2 (ECHO Award, Deutsche Schallplatten Award)
- 1993 The Great Waltz, Philips 438685-2
- 1993 Weill: Ute Lemper Sings Kurt Weill Vol. 2, Decca 436417-2
- 1993 American Classics (Includes Duke Ellington’s Harlem new edition by Mauceri) Philips 438 663–2
- 1994 That’s Entertainment III (Soundtrack) Angel/MGM Records CDQ 5 55215 2 1
- 1994 Hollywood Nightmares, Philips 442 425–2
- 1994 Songs of The Earth (25 Hours on Our Planet), Philips 438 867–2
- 1994 Berlin: Patti LuPone Sings Irving Berlin, Philips 446 406–2
- 1995 Schulhoff: Flammen, (World Premiere Recording) Decca 444 6302 (Diapason d’or Award)
- 1995 Korngold: Erich Wolfgang Korngold: Between Two Worlds, London 444 170–2
- 1995 Music For the Movies: The Sound of Hollywood, Sony Classical
- 1995 Journey to the Stars, Philips 446 403–2
- 1996 Webber: Evita (Soundtrack) Warner Bros. Records 9362-46346-2
- 1996 Violin Concertos: Korngold, Weill, Krenek (World Premiere Recording) Decca 452 481–2
- 1996 Hollywood Bowl on Broadway, Philips 446 404–2
- 1996 Prelude to a Kiss: The Duke Ellington Album, 446 717–2
- 1996 Always and Forever, Philips 446 681–2
- 1997 Schoenberg in Hollywood, Decca 448 619–2
- 2001 Weill: Der Protagonist (World Premiere recording) Capriccio 60 086 (Cannes Classique Award)
- 2001 Star Wars: The Sound of Hollywood, Philips / Eloquence / Philips
- 2001 Hollywood Bowl Orchestra / John Mauceri: Greatest Hits, Universal Classics 289 468 686–2
- 2006 Gershwin: Porgy & Bess (World Premiere of Original 1935 Production Version – ed. Mauceri) Decca B0007431-02 (Diapason d’or)
- 2006 Elfman: Serenada Schizophrana (World Premiere Recording) Sony Classical 2876-89780-2
- 2011 Gershwin: Strike Up the Band (1930 version) (1990 Studio Cast Recording), PS Classics PS-1100
- 2013 Korngold: Much Ado About Nothing Op. 11 (1st Complete Recording), Toccata Classics TOCC 0160
- 2014 Music for Alfred Hitchcock, Toccata Classics TOCC 0241

## Publikationen
- The War on Music, Reclaiming the Twentieth Century. Yale University Press, 2022.[27]
- For the Love of Music: A Conductor’s Guide to the Art of Listening. Vintage Books, 2022.[28]